# Sepp Kleisl
Josef "Sepp" Kleisl (ur. 2 lutego 1929 w Garmisch-Partenkirchen, zm. 25 września 2008 tamże) ― niemiecki skoczek narciarski, olimpijczyk.

## Kariera
W 1951 roku Sepp Kleisl wywalczył złoty medal na mistrzostwach Niemiec w Neustadt. Osiągnięcie to udało mu się powtórzyć rok później w Braunlage.
Pierwszymi ważnymi międzynarodowymi zawodami w jego karierze był konkurs rozgrywany w ramach Zimowych Igrzysk Olimpijskich w 1952 roku w Oslo. Zajął wówczas wysokie 10. miejsce. Skakał również na kolejnej olimpiadzie – w Cortinie d’Ampezzo, tam był 26. Mniej udany start zaliczył na mistrzostwach świata w Falun w 1954 roku, gdzie upadł i został sklasyfikowany dopiero na 61. pozycji.
Sepp Kleisl wystartował w 2. Turnieju Czterech Skoczni na przełomie 1953 i 1954 roku. Po 12. miejscu w Oberstdorfie, 9. w Ga-Pa, 14. w Innsbrucku oraz 7. w Bischofshofen ukończył zmagania na 9. miejscu w klasyfikacji generalnej. Siódme miejsce osiągnięte w ostatnim z konkursów pozostało najlepszym wynikiem w pojedynczym konkursie TCS w jego karierze. Najlepsze miejsce w klasyfikacji łącznej - siódme - wywalczył rok później w trzeciej edycji imprezy. Był wówczas 10. w Oberstdorfie, 9. w Ga-Pa, 17. w Innsbrucku oraz 14. w Bischofshofen. Szansa na niezły wynik pojawiła się już w rok później - w czasie 4. Turnieju Czterech Skoczni na przełomie 1955 i 1956 roku był kolejno 9., 10. oraz 8. Nie zdecydował się jednak, jak większość ówczesnej czołówki, na start w Bischofshofen, aby przeznaczyć cenny czas na przygotowania do igrzysk olimpijskich w Cortinie d’Ampezzo. W późniejszym czasie występy Kleisla w Turnieju nie były już tak udane – w sezonie 1957/58 zdobył 17. miejsce, w edycji 1958/59 był 24.